# Kazuma Kaya
Kazuma Kaya (萱 和磨, Kaya Kazuma) (Chiba, 19 de novembre de 1996) és un gimnasta artístic japonès.
Kaya va formar part de l'equip japonès que va guanyar la medalla d'or a la prova per equips als Campionats del Món de gimnàstica artística de 2015 i 2023. També va guanyar una medalla d'or al Campionat d'Àsia de 2015 a Hiroshima. Al Campionat del Món de Gimnàstica Artística de 2018 va guanyar el bronze amb l'equip per ajudar el Japó a classificar-se per als Jocs Olímpics d'Estiu de 2020.

## Vida personal
Kaya va començar la gimnàstica l'any 2004 a l'edat de vuit anys. Es va inspirar en veure com l'equip japonès de gimnàstica artística guanyava l'or a la prova per equips dels Jocs Olímpics de 2004 a Atenes.
Kaya va guanyar el premi d'honor del ciutadà Inzai el 2015 i el premi Narashino Mayor el 2014. Es va doctorar en ciències de l'esport per la Universitat Juntendo.
L'11 de gener de 2022, Kazuma Kaya es va registrar per casar-se amb la seva núvia de molt de temps Seira Eto. La cerimònia del casament es va celebrar el 15 de gener de 2023 amb la participació de Kōhei Uchimura, Kenzo Shirai, Daiki Hashimoto i molts altres gimnastes d'elit.

## Carrera

### 2015
Kaya va competir al Campionat del Món de 2015 a Glasgow, on va quedar tercer en la classificació general. Amb el seu equip va quedar primer.

### 2018
Kaya va competir al Campionat del Món de 2018 a Doha, Qatar, on va quedar sisè en la classificació general. Amb el seu equip va quedar tercer.

### 2019
Kaya va competir al Campionat del Món de 2019 a Stuttgart, on es va situar tercer en l'exercici complet i en barres paral·leles, i cinquè en cavall amb arcs. Amb el seu equip va quedar tercer.

### 2021
Als Jocs Olímpics d'estiu de 2020 a Tòquio, Japó, Kaya va competir pel Japó, un equip que incloïa Kaya, Daiki Hashimoto, Takeru Kitazono i Wataru Tanigawa. L'equip va guanyar la plata olímpica amb una puntuació combinada de 262,397, a 0,103 punts de l'equip guanyador, el Comitè Olímpic de Rússia. També va guanyar un bronze a la prova individual de cavalls amb arcs.
Al campionat del món de 2021 també celebrats a casa a la ciutat de reemplaçament de Kita-Kyushu, Kaya va guanyar la plata en cavall amb arcs i va ocupar la sisena posició tant en exercici complet individual com en barres paral·leles.

### 2022
Kaya va ser suplent al campionat del món de 2022 disputat a Liverpool on el seu equip va quedar segon.

### 2023
Kaya va competir al Campionat del Món de 2023 celebrats a Amberes. Va acabar segon a la qualificació de l'exercici complet darrere el seu compatriota Kenta Chiba, però davant el campió del món de 2022, el també japonès Daiki Hashimoto, que quedava fora de la final pel límit de dos per país. Kaya va haver de cedir el seu lloc a Hashimoto, que va repetir el títol de campió del món. Amb el seu equip va quedar primer. Kaya i Hashimoto van ser els únics en repetir títol després d'haver-lo guanyat el 2015. A més es va classificar per a la final de barres paral·leles, on va quedar quart. Va quedar setè a la qualificació per barra fixa, però va quedar-se sense lloc a la final per la norma de dos per país, superat per Hashimoto (1er) i Chiba (3r).

## Història competitiva
| Any               | Esdeveniment | Equip | ECI | FX | PH | SR | VT | PB | HB |
| ----------------- | ------------ | ----- | --- | -- | -- | -- | -- | -- | -- |
| 2015              |              |       |     |    |    |    |    |    |    |
| Campionat del Món | 1            | 10    |     | 3  |    |    |    |    |    |
| 2018              |              |       |     | 3  |    |    |    |    |    |
| Campionat del Món |              | 6     |     | 3  |    |    |    |    |    |
| 2019              |              | 6     |     |    |    |    |    |    |    |
| Campionat del Món | 3            | 6     |     | 5  |    |    | 3  |    |    |
| 2021              |              |       |     |    |    |    |    |    |    |
| Jocs Olímpics     | 2            |       |     | 3  |    |    |    |    |    |
| Campionat del Món | N/D          |       | 6   | 2  |    |    | 6  |    |    |
| 2023              |              |       |     |    |    |    |    |    |    |
| Campionat del Món | 1            |       |     |    |    |    | 4  |    |    |